# Winscombe and Sandford
Pour les articles homonymes, voir Winscombe et Sandford.
Winscombe and Sandford est une paroisse civile du Somerset, en Angleterre.